# Van Trio aan zijn zakenvrienden
Van Trio aan zijn zakenvrienden is een reeks relatiegeschenken van N.V. Drukkerij Trio te Den Haag. Lange tijd werd door drukkerij Trio aan de relaties van de drukkerij in de zakelijke post extra drukseltjes toegevoegd, om zo reclame te maken voor hun bedrijf. Drukkerij Trio werd gesticht in 1898 en was gevestigd aan de Nobelstraat 27 te Den Haag. Het bedrijf heeft bestaan tot 1990.
De drukkerij werd gesticht door drie ontslagen grafici, leden van de Algemene Nederlandsche Typografenbond: J. van der Kamp, C.J. Landman en W.J. van den Bogert. Hun deelname aan de Haagse typografenstaking van 1894 was een reden voor de werkgevers in de drukkersbranche een reden voor beroepsverbod, zodat ze geen werk meer konden krijgen. Mr. Arnold Kerdijk stichtte zelf een drukkerij, en zo konden ze toch weer hun werk oppakken. Drukkerij Trio werd opgezet met sociale idealen en groeide uit tot een vooraanstaand Haags bedrijf. Tijdens de Tweede Wereldoorlog was het een plek waar veel illegaal drukwerk werd gemaakt. 
Beroemde grafici zoals A.A.M. Stols, Huib van Krimpen en Stefan Schlesinger vonden er een plek. Piet Zwart verzorgde de letterproef van Trio.
Frits Kerdijk (1879-1972), de zoon van Arnold Kerdijk, werkte lange tijd als directeur bij de onderneming. Hij liet zijn sporen na in de vele teksten die van hem verschenen.  

## Van Trio aan zijn zakenvrienden
De onderstaande reeks relatiegeschenken, was in zijn tijd – en ook nu nog – een gewild verzamelobject onder typografisch geïnteresseerden. Compleet is ze zeker niet, maar er is ook geen archiefbron bekend met een compleet overzicht.
In De Graficus, weekblad voor de grafische vakken in Nederland, werd regelmatig aandacht besteed aan allerhande door drukkerijen gepubliceerd reclamedrukwerk, waaronder van Drukkerij Trio. Daaruit valt af te leiden dat sinds 1938 verschillende uitgaven onder de titel "Van Trio aan zijn zakenvrienden" verschenen, bestaande uit verschillende teksten gebundeld in een omslag (en soms met verschillend lettertype per tekst). Deze reeks werd afgesloten met een rijmprent van P.N. van Eyck.
Tussen dit alles waren er wat series, boekjes die gericht waren op typografische onderwerpen: De typografische kruidtuin 10 delen, Monumenten der Boekdrukkunst, 6 delen, en Curiosa Typografica, 5 delen.
- Diverse publicaties onder de titel "Van Trio aan zijn zakenvrienden", 1938-1939
- De tuinman en de dood, P.N. van Eyck, 1939 met houtgravure van Nico Bulder
- Voor hen, die ook thans aan de toekomst helpen bouwen door Johan de Witt, geïllustreerd door Dirk van Gelder
- De Jaargetijden door Aart van der Leeuw met houtgravure van Thijs Mauve, drukkersgroet op Koppermaandag, 8 januari 1940  
  - met toestemming van N.V.Uitgeverij v/h C.A. Mees te Santpoort ontleend aan Aart van der Leeuw, Opvluchten, gezet in de Erasmus-mediaeval-letter, romein en cursief, van S.H. de Roos
- De Cactus, sonnet van Jan van Nijlen gekalligrafeerd door Erna van Osselen, 1940
- Drie losse druksels in omslag: Van de veranderingen des werelds, Dirk Pietersz. Pers (1581-1659), Doodenmarsch door Clara Eggink en Onze aarde: een stofje in de ruimte (anoniem), mei 1941
- De Haarlemsche blokboeken en het vraagstuk "Coster", H.Th. Musper, 1941, Met toestemming van den uitgever A.A.M. Stols te 's-Gravenhage overdrukt uit "Halcyon"
- Laat het sneeuwen, Heer, gedicht van Ben van Eysselsteijn, 1942, illegale uitgave, 200 exx., niet in D. de Jong, Het vrije boek in onvrije tijd. Bibliografie van illegale en clandestiene belletrie (1958)
- Sint Jan voor de Latijnse poort. Schutspatroon der Schrijvers, Drukkers, Binders, Uitgevers en Boekverkopers, Frits Kerdijk 
  - Halcyon, 's-Gravenhage, 1942, gebruikte letter: Lutetia van Jan van Krimpen
- Voorrede uit het Manuale Tipografico van Giambattista Bodoni vertaald door F. Kerdijk, Den Haag 1943
- De vrouwen in Huizen zeggen: Wie vooruit huilt, huilt eenmaal teveel, vouwblad met kleine tekst over Napoleon, z.d. (1945?)
- Laurens Koster gehuldigd door een koekebakker, leporello, z.d. (1945?)
- Vrede is niet de afwezigheid van oorlog maar de aanwezigheid van God (1945?)
- Wij drukken weer. Kunnen wij ook u weder van dienst zijn?, juni 1945
- Oorsprong van het devies, Je maintiendrai, augustus 1945
- Kwaad en goed; elk heeft zijn tijd en beurte als eb en vloed, Vondel, september 1945
- Tot beter tijd, Richt heden ik, In dankbaarheid, Op 't nú den blik, november 1945
- Eeuwig raadsel, Omar Khayyam, februari 1946
- Over de betekenis van de drukkunst in het mensenleven, M.C.A. Meischke, 1948, Typografische Kruidtuin nr 1
- Het zetfoutenduiveltje, B. Kruitwagen, 1948, Typografische Kruidtuin nr 2. 2e druk 1954
- Sint Jan voor de Latijnse poort. Schutspatroon der Schrijvers, Drukkers, Binders, Uitgevers en Boekverkopers, Frits Kerdijk, 1946, 2e druk, Typografische Kruidtuin nr 3
- Hoogtepunten in de typografie, Huib van Krimpen, 1948, Typografische Kruidtuin nr 4
- Inleiding tot de Manuale tipografico van Giambattista Bodoni, Bodoni, Giambattista, 1946, Typografische Kruidtuin nr 5
- 50 jaar deelhebberschap. 1898-1 januari-1948, Drukkerij Trio, 1948. Een beschrijving van de geschiedenis van de drukkerij. 2e druk 1952
- Behoed zorgvuldig in duistren tijd des harten gelijkmoedigheid, Horatius, maart 1948
- Van minnaars en dwazen in boekenland, Frits Kerdijk, 1949, Typografische Kruidtuin nr 6
- Het spel van wit en zwart, Pam G. Rueter, 1949, Typografische Kruidtuin nr 7
- Drukkers in Venetië, Frits Kerdijk, 1949, Typografische Kruidtuin nr 8
- Afbeelding en verbeelding uit de zetkast, Dick Dooijes, 1949, Typografische Kruidtuin nr 9
- Vijf proeven van exlibris-druk aan belangstellenden in het Exlibris, 1950 (?)
- De machinezetters kunnen naar huis gaan, Frits Kerdijk, 1950, Typografische Kruidtuin nr 10
- Voorgangers van Coster en Gutenberg, Frits Kerdijk, 1950, Monumenten der Boekdrukkunst nr 1. 2e druk 1951
- Pastorale, Jan Engelman, Kerstgroet december 1950 
  - Pastorale werd op verzoek van Jan Engelman in de oude spelling gehandhaafd, gedrukt naar aanwijzingen van Ralph Prins
- Blokboeken, een tussenspel in houtsneden: uit de voorgeschiedenis van stereotypie en galvanoplastiek, Huib van Krimpen, 1951. Monumenten der Boekdrukkunst nr 2
- De drukkunst der late Middeleeuwen en op de drempel van de Gouden Eeuw, L. Ronner, 1951. Monumenten der Boekdrukkunst nr 3
- Beknopte letterproef: machineletter, Drukkerij Trio, 1952
- Van Renaissance tot Romantiek, H. de La Fontaine Verwey, 1952. Monumenten der Boekdrukkunst nr  4
- Ik wensche u een jaar, Guido Gezelle, jaarwisseling 1952-1953
- Flitslicht op het tijdperk der mechanisatie (1850-1950), Dick Dooijes, 1953. Monumenten der Boekdrukkunst nr 5
- Het Boek der Boeken geschreven en gedrukt. Frits Kerdijk, 1953. Monumenten der Boekdrukkunst nr 6
- Paasnacht, Paasnacht / met instemming van schrijver en uitgever ontleend aan P. Hendrix "Russisch Christendom" (Amsterdam 1937), Petrus Johannes Gerardus Antonius Hendrix (1896-1979), 1954
- Een allegaartje, zo maar tegengekomen hier en daar en ginder, jaarwisseling 1954/55
- Benjamin Franklin: drukker, postmeester, uitvinder en gezant 1706-1790, Frits Kerdijk, 1956
- Zing van den vrede: ter overdenking rondom het kerstfeest en de jaarwisseling van Trio aan zijn zakenvrienden, Gabriël Smit, 1957
- Over zakenvriendschap, 1957
- repro van tekening van meisjeskopje, door Paul Citroen, met aankondiging, 1957
- Ik groet het kruis, Lisbeth van Thillo, Pasen 1958
- Is reizen een waan?, layout en illustraties: Guillaume du Desert, 1958
- Lyieve kynt,  Johannes Tauler (ca. 1300-1361), Kerstmis 1958 
  - gecalligrafeerd door Margaretha M. Paulsen, Hilversum, gedrukt op handgemaakt Japans papier
- Cervantes, Curiosa Typografica I. Portret door Paul Citroen, juli 1959
- William Blake, Élie de Beaumont, Curiosa Typografica II, 1959
- Mons. Cryptogame en zijn metamorphose, Élie de Beaumont, Curiosa Typografica IV, 1960
- Boec van den houte: legende van het kruishout. Reproducties uit een blokboek van Jan Veldener (Culemborg 1483)., Curiosa Typografica III, Pasen 1960
- De sjah en zijn heir, Werner Bergengruen, De tekeningen zijn vervaardigd door Marits Rietdijk, jaarwisseling 1960-1961
- Terloops ook drukker, Frits Kerdijk, Curiosa Typografica V, 1961
- Caracteren, Frits Kerdijk, t.g.v. de jaarwisseling 1961-1962
- Uit de typografische kruidtuin: een bundel grafisch allerlei herdrukt bij het vijftigjarig bestaan van de Afdeling Typografie van de Eerste Technische School te 's-Gravenhage Frits Kerdijk, 1962,
- Olvehpolis, Kees Stip, Onderling Levensverzekering Genootschap de OLVEH van 1879, 's-Gravenhage, N.V. Drukkerij Trio, 1962
- Het vaderhart spreekt: brieven van vier vaders aan hun zoon, Élie de Beaumont, 1962
- Sierlijk begin, Frits Kerdijk, 1963
- Drukwerk, duivelswerk. Frits Kerdijk, Koppermaandag 1964
- Te groot om drukker te zijn, (over Balzac), Frits Kerdijk, 1964
- Liefdesbezieling, Magda Révész-Alexander, Boekenweek 1964
- De Dolende Ridder verbeeld: zes-en-dertig uitbeeldingen van Don Quichot, Frits Kerdijk, 1965
- Sushil Mazumdar, aankondiging met antwoordkaart, december 1965
- Tien taferelen uit het leven van Boeddha, Élie de Beaumont, 1965
- Contour & karakter, vergaard en toegel. door F. Kerdijk, Frits Kerdijk, Koppermaandag 1966
- Ik luister naar de stem van binnen, reproductie in zeskleurenboekdruk van een schilderij van de Indiase kunstenaar Sushil Mazumdar, clichés van N.V. Gravura, 's-Gravenhage, oktober 1966
- 't Is bezegeld, Christiaan de Moor, 1967
- Kunsttestament, Paul Citroen,  vertaling Frits Kerdijk, 1967
- Zo meenden vreemden: wat zeiden vreemdelingen over ons land van de 16e tot de 19e eeuw, Frits Kerdijk, zomer 1968
- De vastberaden ridder: elf houtsneden Le chevalier délibéré van Olivier de la Marche-editie Schiedam 1948, Olivier de La Marche, 35 p. incl. bibliografie, 1968
- De kunst van illustreren, Geert Kazemier (1902-1991). 1969
- Zo meenden vreemden:  wat zeiden vreemdelingen over ons land van de 16e tot de 19e eeuw, Frits Kerdijk, druk: Trio, Wereldbibliotheek, 1968/9
- Alle gekheid op 'n stokje, Frits Kerdijk, Wereldbibliotheek / 1970,
- Uit komkommerzaad groeien geen meloenen, kerstfeest 1970
- Alle gekheid op 'n stokje, Frits Kerdijk, 1970
- Bibliofiele boekillustratie: vandaag en gisteren, Kurt Löb, Rommerts' en van Santen, herfst 1971
- Papyriana, Frits Kerdijk, voorjaar 1972
- De eenhoorn in het zoeklicht, Ch.G. van Woelderen-van Nievelt, Voorjaar 1974
- Vrienden doen een boekje open, de geschiedenis van het Album Amicorum, Heleen Kerdijk-Eskens,  voorjaar 1975
- Trio telefoon 070 469720, aankondiging aanpassing telefoonnummer. Vierkant vouwblad gedrukt met initialen afkomstig van hun kalender 1969 ontworpen door Hans Barvelink te Amsterdam. Rondgestuurd in speciale enveloppen. ~juni 1975.

## Uitgaven van Trio
Bernard Boelen, Han Krug, Gedichten van Bernard Boelen, Houtsneden van Han Krug, 17 bladzijden, met daarin 9 houtsneden. Gebonden met een luxe cahiersteek. Op p. 17 staat de volgende tekst: "Dit boekje is gedrukt in het jaar 1946 bij de drukkerij Trio, 's-Gravenhage in 35 genummerde exemplaren. De baten komen aan de Stichting 1940-1945."

## Uitgave van Frits Kerdijk
F. Kerdijk, Levende cijfers & getallen, 115 p., uitgeverij C. Blommendaal N.V., 's-Gravenhage - Rijswijk (Z.H.), 1947, druk: Drukkerij Trio